# قطعنامه ۳۷۷ مجمع عمومی سازمان ملل متحد
قطعنامه ۳۷۷ مجمع عمومی سازمان ملل متحد معروف به قطعنامه اتحاد برای صلح متضمن این مفهوم است که اگر در مواردی شورای امنیت سازمان ملل متحد به علت وتو یکی از اعضای دائم خود نتواند به هنگام تهدید علیه صلح، نقض صلح یا عمل تجاوز اقدام مناسبی انجام دهد، وظیفهٔٔ صلح و امنیت بین‌المللی به عهدهٔ مجمع عمومی سازمان ملل متحد و شورای امنیت گذاشته می‌شود. در این حالت مجمع عمومی فوراً به موضوع رسیدگی می‌کند و حتی می‌تواند راهکارهایی را که به نظر ضروری می‌رسد همانند کاربرد نیروی نظامی، به دولت یا دولت‌های مربوط برای بازگرداندن صلح و امنیت بین‌المللی توصیه نماید. قطعنامهٔ اتحاد برای صلح بر اساس پیشنهاد ایالات متحده آمریکا با موافقت اولیهٔ ۷ عضو شورای امنیت (کانادا، فرانسه، ترکیه، فیلیپین، انگلستان، اروگوئه و ایالات متحده آمریکا)، در اکتبر ۱۹۵۰ به عنوان راهکاری برای خنثی نمودن وتو و مخالفت‌های مکرر شوروی سابق با اجرای اقدامات شورای امنیت در جریان جنگ کره به مجمع عمومی ارائه گردید.
قطعنامه آچسن که نام دیگر قطعنامهٔ اتحاد برای صلح است، سرانجام بعد از ۱۴ روز بحث و تبادل نظر در مجمع عمومی با ۵۲ رأی موافق، ۵ رأی مخالف (چکسلواکی، لهستان، جمهوری سوسیالیستی اوکراین شوروی، اتحاد جماهیر شوروی سوسیالیستی و جمهوری سوسیالیستی بلاروس شوروی) و ۲ رأی ممتنع (هند و آرژانتین) در ۳ نوامبر ۱۹۵۰ تصویب شد.
به منظور سهولت و فوریت اقدامات مجمع عمومی در مواردی که شورای امنیت قادر به انجام وظایف خود نیست در قطعنامهٔ اتحاد برای صلح حالت تشکیل اجلاس فوق‌العاده فوری برای مجمع پیش‌بینی شده‌است. دبیر کل موظف است بنا به درخواست اعضای شورای امنیت (۹ رأی موافق، بدون حق وتو) یا تقاضای اکثریت اعضای سازمان ملل، ظرف ۲۴ ساعت مقدمات تشکیل جلسهٔ اضطراری را فراهم نماید تا مجمع بتواند تصمیمات لازم را اتخاذ نماید. اولین اجلاس فوق‌العاده فوری مجمع در قضیهٔ بحران کانال سوئز در ۲۹ اکتبر ۱۹۵۶ تشکیل گردید. در این اجلاس مجمع عمومی به جای شورای امنیت که بر اثر وتوهای پی در پی بریتانیا، شوروی سابق و همراهی اسرائیل از انجام وظایف خود ناتوان شده بود، با تصویب قطعنامه ۱۰۰۱ به طرفین متخاصم دستور آتش‌بس داد و نیروی فوری سازمان ملل متحد [یا نیروی امداد سازمان ملل متحد] (به انگلیسی: United Nations Emergency Force یا UNEF) را به منظور ایجاد امنیت و نظارت بر آتش‌بس در مصر ایجاد کرد.

تاکنون ۱۰ بار از راهکار قطعنامهٔ اتحاد برای صلح و تشکیل اجلاس فوق‌العاده فوری مجمع عمومی استفاده شده‌است.

## یادداشت
1. ↑  دین آچسن نام وزیر خارجهٔ ایالات متحده آمریکا در آن زمان بود.